# ルンド中央駅
ルンド中央駅(スウェーデン語: Lunds centralstation)はスウェーデン・ルンド中心部にある鉄道駅。駅はバーントリエット(Bantorget)やグランドホテルの北西側100mの場所に位置している。
駅舎は1850年代に南幹線(Södra stambanan)の開通により開業した。1872年から1875年にかけてと、1923年から1926年にかけてそれぞれ駅は拡張されている。現在、高速列車X2000によってヨーテボリや首都ストックホルム、マルメ、エーレスンド橋を経由しデンマークの首都コペンハーゲンまで結ばれている。また、ストックホルムまで夜行列車の運行もある。Pågatågenと呼ばれるスコーネ県エリアの郊外鉄道も運行されており、マルメやヘルシンボリなどを結ぶ。
ルンド中央駅は1日当たり25,000人の旅客を扱うスウェーデン国内でも繁忙な駅の一つである。2008年12月から2009年9月に1億スウェーデン・クローナかけてプラットホームの改修や新しいエレベーターやエスカレーターの設置、その他大規模な改修が行われ駅は一新された。